# JRuby
JRuby – implementacja języka Ruby działająca na wirtualnej maszynie Javy. Od wydanej w listopadzie 2022 wersji 9.4.0.0 jest kompatybilna ze składnią Ruby w wersji 3.1.
Poza pisaniem aplikacji w Ruby, JRuby jest czasem wykorzystywany do pisania testów do kodu napisanego w Javie.

## Wykonywanie kodu Javy
Kod JRuby może swobodnie współpracować z kodem Javy. Podobna współpraca jest możliwa też w drugą stronę.
```
require
 
'java'

import
 
java
.
lang
.
System

version
 
=
 
System
.
getProperties
[
"java.runtime.version"
]

```